# Amairany Peña Escalante
Rosángela Amairany Peña Escalante (Navojoa, Sonora; 28 de enero de 1993) es una política mexicana, miembro del partido Morena. Fue diputada federal para el periodo de 2021 a 2024.

## Biografía
Es licenciada en Derecho por la Universidad Durango Santander y tiene una maestría en Administración Pública, así como diplomados en Comunicación Política y Campañas Electorales, en Juicios Orales, y en Contabilidad Gubernamental. Ha ejercido como docente de la materia Fiscalización y Rendición de Cuentas.
Se ha desempeñado profesionalmente el Óróano de Control y Desarrollo Administrativo de la Comisión Estatal del Agua en Sonora y en la entonces Procuraduría General de la República (PGR) en Navojoa.
En 2016 fue secretaria de Acuerdos en la PGR y en 2018 ingresó a la laborar en la delegación de la Secretaría de Agricultura y Desarrollo Rural en Sonora, siendo jefa del departamento Jurídico del órgano interno de Control ese año, y directora Jurídica a partir de 2020.
En 2021 fue elegida diputada federal suplente por el Distrito 3 de Sonora a la LXV Legislatura que concluirá en 2024 y siendo diputada propietaria Lorenia Valles Sampedro. Lorenia Valles solicitó y recibió licencia a la diputación para titular del Sistema DIF en Sonora en el gobierno de Alfonso Durazo Montaño, por lo que al día siguiendo Amairany Peña Escalante protestó como diputada. En la Cámara de Diputados fue secretaria de la comisión de Justicia; y ha sido integrante de las comisiones de Relaciones Exteriores; de Seguridad Ciudadana; de Comunicaciones y Transportes; de Derechos Humanos; de Juventud; de Radio y Televisión; y, de Vigilancia de la Auditoría Superior de la Federación.